# Elezioni presidenziali in Serbia del 1992
Le elezioni presidenziali in Serbia del 1992 si tennero il 20 dicembre; videro la vittoria del Presidente uscente Slobodan Milošević, sostenuto dal Partito Socialista di Serbia, che sconfisse Milan Panić, candidato indipendente.

## Risultati
| Candidati           | Partiti                                | Voti      | %     |
| ------------------- | -------------------------------------- | --------- | ----- |
| Slobodan Milošević  | Partito Socialista di Serbia           | 2 515 047 | 57,46 |
| Milan Panić         | Indipendente                           | 1 516 693 | 34,65 |
| Milan Paroški       | I Popolari - Partito per i Cambiamenti | 147 693   | 3,37  |
| Dragan Vasiljković  | Indipendente                           | 87 847    | 2,01  |
| Jezdimir Vasiljević | Indipendente                           | 61 729    | 1,41  |
| Miroslav Milanović  | Indipendente                           | 28 010    | 0,64  |
| Blažo Perović       | Coalizione Democratica per la Patria   | 20 326    | 0,46  |
| Totale              | Totale                                 | 4 377 345 | 100   |